# Basen Kokosowy
Basen Kokosowy – basen oceaniczny Oceanu Indyjskiego, położony w jego wschodniej części, ograniczony Grzbietem Wschodnioindyjskim, wyspami Sumatrą i Jawą oraz archipelagiem Wysp Kokosowych.